# Imperial Gage
Imperial Gage sinonimia: Prince's Gage, es una variedad cultivar de ciruelo (Prunus domestica), de las denominadas ciruelas europeas,
una variedad de ciruela obtenida de plántula de semilla de la variedad 'Reina Claudia Verde', en el vivero "Prince's Nursery", de Flushing, (Nueva York) alrededor de 1790. 
Las frutas tienen un tamaño grande a muy grande, color de piel verde claro, y pulpa de color amarillento, de textura medio firme, medianamente jugosa, y sabor excelente con matices de dulzura melosa.

## Sinonimia
- "Prince's Gage",
- "Prunus domestica 'Denniston's Superb'",
- "Prince's Imperial Gage",[2]
- "Amiral de Rigny",
- "Denniston’s Red",
- "Denniston’s Superb",
- "Imperial Gage",
- "Reine Claude Verte Superieur",
- "Rouge de Denniston",
- "White Gage".[3]

## Historia
El área de origen de los ciruelos "Reina Claudia" sería Oriente Medio, y se obtuvo en Francia tras el descubrimiento de un ciruelo importado de Asia que producía ciruelas de color verde. Este ciruelo fue traído a la corte de Francisco I por el embajador del reino de Francia ante la "Sublime Puerta", en nombre de Solimán el Magnífico.
El nombre de Reina Claudia es en honor de Claudia de Francia (1499–1524), duquesa de Bretaña, futura reina consorte de Francisco I de Francia (1494–1547). En Francia le decían la bonne reine.
La variedad 'Prince's Gage' debe su nombre a William Robert Prince, fue obtenida en el vivero "Prince's Nursery", de Flushing, (Nueva York) alrededor de 1790, gracias a la siembra de huesos de la variedad 'Reina Claudia Verde' por parte de William Prince de la generaciones anteriores de horticultores de la misma familia, las plántulas obtenidas cuando desalloraron árboles produjeron frutos de todos los colores, así las ciruelas '"Washington Gage"', 'White Gage', 'Red Gage' y  'Prince's Gage', ahora tan conocidas, forman parte de la progenie de aquellas ciruelas. La "American Pomological Society" agregó el 'Washington Gage' a su lista de catálogo de frutas en 1852. Tiene también el reconocimiento de "Award of Garden Merit" de la Royal Horticultural Society.
Ha sido descrita por : 1. Am. Gard. Cat. 588. 1806. 2. Prince Treat. Hort. 25, 26. 1828. 3. Lond. Hort. Soc. Cat. 147, 148. 1831. 4. Prince Pom. Man. 2:56. 1832. 5. Kenrick Am. Orch. 209. 1835. 6. Mag. Hort. 6:123. 1840. 7. Cultivator 10:167 fig. 1843. 8. Downing Fr. Trees Am. 278 fig. 107. 1845. 9. Floy-Lindley Guide Orch. Gard. 302, 383. 1846. 10. N. Y. Agr. Soc. Rpt. 343 fig. 1847. 11. Thomas Am. Fruit Cult. 325, 326 fig. 254. 1849. 12. Mag. Hort. 16:454. 1850. 13. Am. Pom. Soc. Cat. 54. 1852. 14. Elliott Fr. Book 411. 1854. 15. U. S. Pat. Off. Rpt. 148, Pl. 5 fig. 1. 1864. 16. Barry Fr. Garden 413. 1883. 17. Mathieu Nom. Pom. 443. 1889. 18. Wickson Cal. Fruits 355. 1891. 19. Mich. Sta. Bul. 103:34. 1894. 20. Guide Prat. 154, 364. 1895. 21. Cornell Sta. Bul. 131:187. 1897. 22. Va. Sta. Bul. 134:42. 1902. 23. Ohio Sta. Bul. 162: 239, 254, 255. 1905.

## Características
'Imperial Gage' árbol grande, vigoroso, redondo y de copa abierta, resistente, muy productivo. Tiene un tiempo de floración que comienza a partir del 16 de abril con el 10% de floración, para el 20 de abril tiene una floración completa (80%), y para el 29 de abril tiene un 90% de caída de pétalos.
'Imperial Gage' tiene una talla de fruto de tamaño pequeño (en suelos de arcilla pesada) o medio a grande (en suelos arenosos ligeros), dependiendo del tipo de suelo donde se cultive, tiene forma redondeada o elíptico redondeada, línea amarillenta o verdosa, indefinida, como transparente;epidermis tiene una piel con pruina blanquecina abundante, sobre todo en zona ventral, distribuida irregularmente, no se aprecia pubescencia, presentando color verde claro o amarillento, y punteado muy abundante, sobre todo en zona pistilar, muy menudo, blanquecino con aureola verdosa o sin aureola; Pedúnculo corto, grueso o semi grueso, muy pubescente, ubicado en una cavidad del pedúnculo con anchura y profundidad medias, rebajada en la sutura de forma variable;pulpa de color amarillento, de textura medio firme, medianamente jugosa, y sabor excelente con matices de dulzura melosa.
Hueso libre o semi libre, de tamaño medio, redondeado, semi globoso, con la zona ventral ancha con cresta y aristas laterales muy salientes, con surco dorsal muy marcado, los laterales inexistentes, y las caras laterales rugosas.
Su tiempo de recogida de cosecha se inicia en su maduración en la primera decena de agosto.

## Usos
La ciruela 'Imperial Gage' se comen crudas de fruta fresca en mesa, en macedonias de frutas, pero también en postres, repostería, como acompañamiento de carnes y platos. Se transforma en mermeladas, almíbar de frutas, compotas. También se elabora en aguardiente de ciruela..

## Cultivo
La variedad 'Imperial Gage' se encuentra en algunos de los libros de frutas como la más grande de todas las ciruelas 'Reina Claudia' y en otros como demasiado pequeña para ser deseable; en algunos libros, pasa por ser de la más alta calidad y en otros por ser demasiado insípidos para ser llamados una fruta de postre. Estas contradicciones han surgido porque la variedad crece de manera muy diferente en diferentes suelos. El 'Imperial Gage' se adapta mejor a suelos arenosos ligeros, creciendo más grande y siendo de mejor calidad en tales suelos y dando el peor espectáculo de todos en arcilla pesada.
Autofértil, en el grupo de polinización 2, pero fructificará mejor con un compañero de polinización del grupo 1, 2 o 3.

## Enfermedades y plagas
Plagas específicas:
Pulgones, Cochinilla parda, aves Camachuelos, Orugas, Araña roja de árboles frutales, Polillas minadoras de hojas, Pulgón enrollador de hojas de ciruelo.
Enfermedades específicas:
Hoja de plata, cancro bacteriano, marchitez de flores y frutos por podredumbre parda.